# Sycophilodes
Sycophilodes is een geslacht van vliesvleugeligen uit de familie Pteromalidae. De wetenschappelijke naam van dit geslacht is voor het eerst geldig gepubliceerd in 1961 door Joseph.

## Soorten
De volgende soorten zijn bij het geslacht ingedeeld:
- Sycophilodes moniliformis Joseph, 1961[1]
- Sycophilodes uluberiaensis Pramanik & Dey, 2014[2]